# Liste der belgischen Meister im Radball
Die Liste der belgischen Meister im Radball listet alle Sportler auf, die seit 2003 einen belgischen Meistertitel im Radball gewannen.

## Sieger
| Verein | Gold | Spieler |

| Verein | Silber | Spieler |

| Verein | Bronze | Spieler |